# أحمد المغربي
أحمد المغربي(1945 -) هو وزير الإسكان والمرافق والتنمية العمرانية ووزير السياحة والآثار المصري الأسبق في حكومة أحمد نظيف.

## حياته
- رجل أعمال له استثماراته في مجال السياحة.
- شغل منصب وزير السياحة قبل منصب وزير الإسكان.

بتولي الدكتور أحمد نظيف رئاسة مجلس الوزراء تم تعيين الوزير أحمد المغربي كوزيرا للسياحه ثم في تعديل وزاري تم إعادة تعين أحمد المغربي كوزير للإسكان وذلك الوزير هو من ابتدع مشروع الإسكان الشباب القومي كأحد الوسائل المحققه لبرنامج الرئيس الانتخابي.
- أعلن أحمد المغربي عن مشروع «ابني بيتك» حيث دفع الشباب كل ما لديهم وفي النهاية أتم معظم الشباب البناء في ظروف مكحفه وفي النهاية لا توجد أي مرافق تم توصيلها لهذه المساكن.
- وفي أواخر عام 2005 أعلن عن المشروع القومي للإسكان لحجز وحدات سكنيه بمقدم 5000 آلاف جنيه مصري من خلال ما يقرب من أربعة مراحل وتم خداع الشباب حيث تقدم الشباب للحجز ولكن بعد مرور ما يقرب من خمسة أعوام فوجئ الشباب أنه قد تم نفيهم الي أماكن أخرى بصحراء مصر بدون أي خدمات علي عكس الأماكن التي تم الحجز بهاوكمثال علي ذلك هو - الشباب الذين قاموا بالحجز في المرحلة الثالثة بالشيخ زايد من ذات المشروع حيث تم نقلهم الي صحراء مصر (التوسعات الشمالية بمدينة السادس من أكتوبر) وكل هذا بداعي أنه لا توجد أراضي بالشيخ زايد في نفس الوقت نجــد الكثير من المشاريع الاستثماريه (ذات المصالح والاهداف الشخصية الغير معلنه)التي تباع لها أراضي للبناء. والمصيبة الكبري أن الشباب اللي كانت حاجزة في الشيخ زايد لازم توقع علي أقرار مفاده أن الشاب هو الذي طلب أستلام الشقة في التوسعات الشمالية بالسادس من أكتوبر وليس في الشيخ زايد كما تم الحجز سابقا وهذا وإلا مفيش شقه وخذ ال 5000 جنيه مقدم الحجز.

## نشأته
أحمد علاء الدين أمين المغربي أو أحمد المغربي (ولد سنة 1945)، حصل علي البكالوريوس من كلية الهندسة جامعة القاهرة سنة 1964، وهو رجل أعمال ويمتلك مشروعات أغلبها سياحية، فنادق وشركات سياحة واستثمارات عقارية في البحر الأحمر. تمتلك زوجته الحصة الأكبر في سلسلة فنادق أكور الفرنسية. ابن خالة محمد منصور وزير المواصلات الحالي وصاحب أكبر شركة توكيلات في مصر ومنها جنرال موتورز وكاتربيلر ومطاعم ماكدونالدز.
أحمد المغربي حاصل على الجنسية السعودية.

## مناصب
سمسار للاوراق المالية بشركة ميرل لينش بلندن من 1970 ـ 1972.
عضو بمجلس إدارة بنك مصر العربي الأفريقى من 1997 ـ 1999.
خبير مالى بشركة متروبوليتان بنيويورك من 1986 ـ 1990.
عضو مجلس إدارة شركة أكور للفنادق ومساهم فيه منذ 1992.
عضو مجلس إدارة مجموعة شركات المغربي ومساهم فيها منذ 1972.
عضو مجلس إدارة شركة منصور والمغربي للاستثمار والتنمية ومساهم منذ عام 1996.
عضو مجلس إدارة شركات النيل للتنمية الزراعية ومساهم منذ 1995.
عضو مجلس إدارة الشركة المصرية الفرنسية للصناعات الغذائية منذ 1987.
رئيس مجلس إدارة شركة أكور للاستثمار في الأوراق المالية وهو مساهم فيها منذ عام 2000.
رئيس مجلس إدارة شركة 6 أكتوبر للفنادق والخدمات السياحية ومساهم فيها منذ 1998.
رئيس مجلس الإدارة والعضو المنتدب لشركة الفنادق والمطاعم العائمة السياحية «سكارابيه» ومساهم فيها منذ 1993.
رئيس مجلس الإدارة والعضو المنتدب لشركة فندق اللوتس الذهبي ومساهم فيه منذ 1993.
عضو مجلس إدارة شركة النعمة للاستثمار السياحى والعقارى منذ عام 1996.
تم اختياره لمنصب وزير السياحة في حكومة نظيف في يوليو 2004.
وزير الإسكان والتعمير في حكومة نظيف في آخر تعديل وزراى وحتى تم إقالتها يوم 29 يناير 2011.

## وصلات خارجية
- أحمد المغربي على موقع أرشيف الشارخ.

موقع الوزراة: